# Hilmar Kopper
Hilmar Kopper (* 13. März 1935 in Oslanin, Powiat morski, Polen; † 11. November 2021 in Rothenbach, Deutschland) war ein deutscher Bankmanager und von 1989 bis 1997 Vorstandssprecher der Deutschen Bank.

## Leben
Hilmar Kopper wurde als drittes von vier Kindern des mennonitischen Landwirts Erich Kopper und dessen Frau Erika, geb. Peschken, in Oslanin (heute Osłonino, Polen) in Pommerellen im Gebiet der früheren preußischen Provinz Westpreußen geboren. Bis zum Kauf eines eigenen Guts in der Größe von 2000 Morgen war sein Vater Verwalter auf einem Gut der Krockows. Bis zur Annexion Westpreußens 1939 war Hilmar Kopper polnischer Staatsangehöriger.
Nach dem Abitur begann er 1954 als Lehrling bei der Rheinisch-Westfälischen Bank (ab 1957 wieder Deutsche Bank) und blieb dort sein ganzes Berufsleben lang. 1969 wurde er Leiter der Filiale Leverkusen, 1977 Mitglied des Vorstands. Nach dem tödlichen Mordanschlag auf Alfred Herrhausen 1989 wurde Kopper zum Sprecher des Vorstands bestellt und avancierte dadurch zu einem der wichtigsten Manager im deutschen und internationalen Bankgeschäft. Getrübt wurde sein Erfolg durch die Insolvenz des Bauunternehmers Jürgen Schneider, dem die Deutsche Bank auch aufgrund persönlicher Beziehungen übermäßige Kredite gewährt hatte. Koppers Nachfolger im Amt wurde 1997 Rolf-Ernst Breuer.
Kopper hatte aus erster Ehe drei Kinder, darunter den Historiker Christopher Kopper. Kopper trennte sich 1999 von seiner Ehefrau Irene; er war in zweiter Ehe seit 2003 mit Brigitte Seebacher (* 1946), der dritten Ehefrau und Witwe Willy Brandts, verheiratet. Mit ihr wohnte er im Westerwald.
Kopper war Mitglied im Steering Committee der Bilderberg-Konferenzen.
Am 11. November 2021 starb Kopper nach kurzer Krankheit im Kreise seiner Familie.

### Aufsichtsratsvorsitzender
Hilmar Kopper gehörte unter anderem dem Aufsichtsrat der HSH Nordbank an. Im Dezember 2010 vereinbarte Kopper in seiner Eigenschaft als Aufsichtsratsvorsitzender mit dem damaligen HSH-Vorstandsvorsitzenden Dirk Jens Nonnenmacher einen Aufhebungsvertrag und kündigte an, dass Nonnenmacher noch Anspruch auf Boni habe. Er sagte: „In den alten Verträgen gab es Formulierungen, die sogar mich sprachlos gemacht haben.“
Der schleswig-holsteinische FDP-Fraktionschef Wolfgang Kubicki sagte Ende 2012, Kopper sei beim Vereinbaren der Abfindung von 4 Millionen Euro eindeutig zu weit gegangen: „Hier besteht sogar ein Anfangsverdacht der Untreue. Es kann nicht sein, dass die HSH Nordbank im Fall einer Verurteilung einem Arbeitnehmer Millionen zahlt, dem eine Straftat nachgewiesen worden ist.“ Auch der Hamburger Strafrechtler Gerhard Strate sah 2012 darin einen klaren Pflichtverstoß Koppers: „Der Vertrag wahrt nur die Interessen von Herrn Nonnenmacher, aber nicht die der Bank oder der Länder.“
Anfang Januar 2013 wurde bekannt, dass Kopper sein Amt als Aufsichtsratsvorsitzender der HSH Nordbank vorzeitig niederlegen werde.

## Sonstiges
Im Winter 2003 wirkte Kopper in dem Theaterstück Kölner Devisen mit, einer theatralischen Umsetzung der Vorgänge um den Zusammenbruch der Kölner Privatbank Herstatt in den 1970ern, die in Frankfurt-Bockenheim aufgeführt wurde.
In Mexiko traf Hilmar Kopper im Jahr 1958 zufällig den Nobelpreisträger Ernest Hemingway und blieb zeitlebens ein Fan des Schriftstellers.

## „Peanuts“

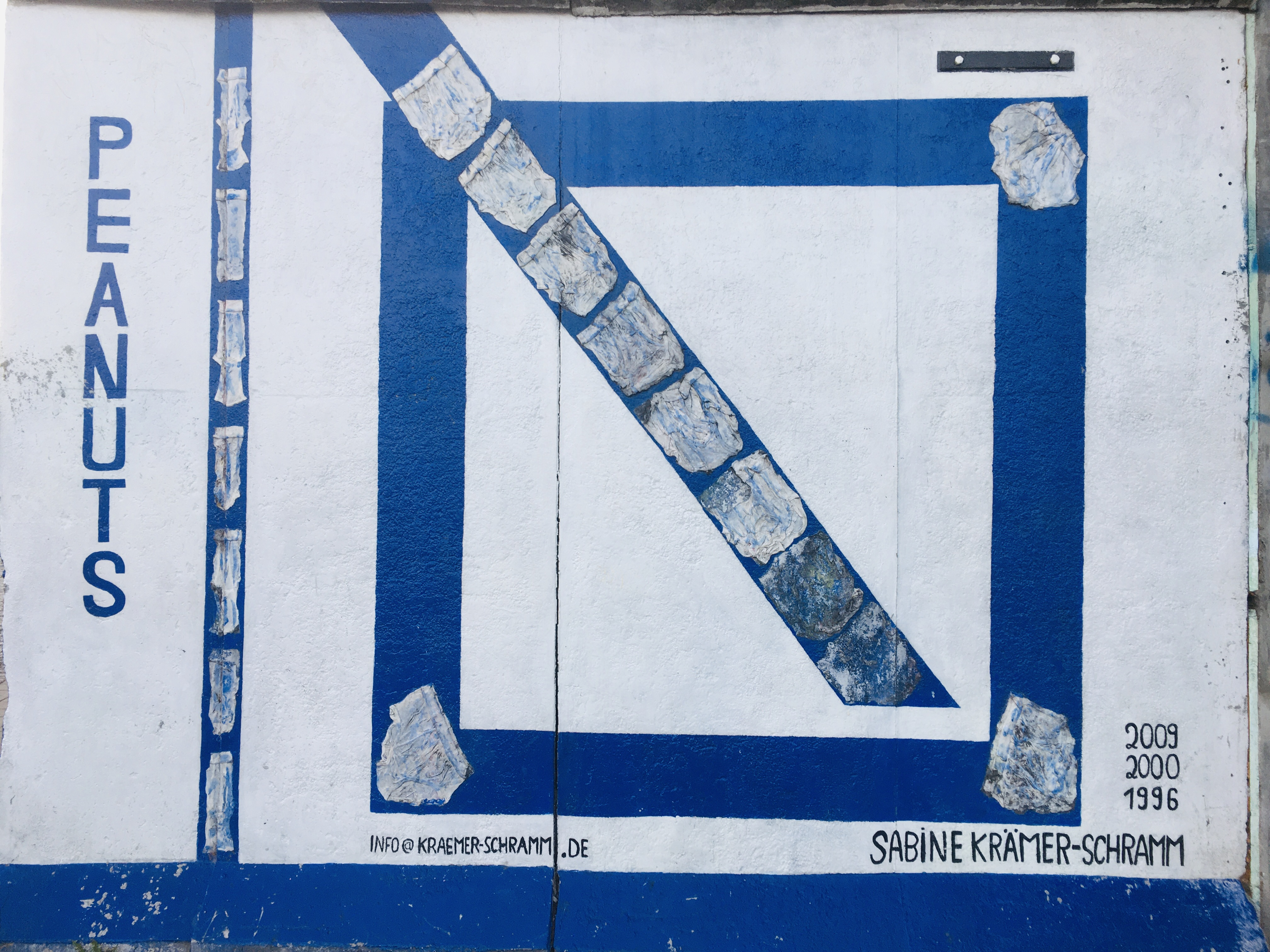
Künstlerische Auseinandersetzung mit der Peanuts-Affäre durch Sabine Krämer-Schramm an der East Side Gallery

Hilmar Kopper bezeichnete am 25. April 1994 auf einer Pressekonferenz die Schadenssumme von etwa 50 Millionen DM, die den von Immobilien-Pleitier Jürgen Schneider beauftragten Handwerkern entstanden war und die die Deutsche Bank bezahlen würde, als Peanuts. Kopper bezog sich damit auf die Relation zu den Gesamtforderungen in Höhe von fünf Milliarden DM (1:100). In der deutschen Öffentlichkeit wurde die Formulierung als überheblich empfunden; Peanuts wurde in der Folge das Unwort des Jahres 1994.
Das Wort ist im englischen Sprachraum ein gängiger metaphorischer Begriff. Der Deutschen Bank wurde ein Mitverschulden an der Milliardenpleite vorgeworfen.
Für die Werbekampagne „Dahinter steckt immer ein kluger Kopf“ der Frankfurter Allgemeinen Zeitung (FAZ) ließ sich Kopper auf einem Berg Erdnüsse ablichten.

## Aufsichtsratsmandate
- Akzo Nobel N. V., von 1990 bis zum 1. Mai 2003
- Daimler-Benz, anschließend DaimlerChrysler AG, jetzt Daimler AG (Vorsitzender) bis April 2007
- HSH Nordbank (Vorsitzender des Aufsichtsrates bis 28. Februar 2013)[14]
- Solvay S. A.
- Unilever N. V.
- Xerox Company, Stamford

## Ehrungen

### Auszeichnungen
- 1992: Verdienstorden des Landes Nordrhein-Westfalen[22]
- 2006: Verdienstorden des Freistaats Thüringen
- Verdienstorden der Bundesrepublik Deutschland (Großes Verdienstkreuz)

### Ehrenämter
- Vorsitzender des Vorstands der Vereinigung von Freunden und Förderern der Johann Wolfgang Goethe-Universität Frankfurt am Main e. V. von Oktober 2001 bis März 2010.
- Seit 22. September 2010 Ehrensenator der Johann Wolfgang Goethe-Universität Frankfurt am Main.

## Werke
- Hilmar Kopper u. a.: Die Bank lebt nicht vom Geld allein. Beiträge zu Kultur und Gesellschaft 1994–1997. Piper, München 1997, ISBN 3-492-22584-5.